# Hánier Dranguet
Yénier Márquez Molina (ur. 2 września 1982 w Guantánamo) – kubański piłkarz występujący na pozycji obrońcy.

## Kariera klubowa
Kánier Dranguet od 2007jest zawodnikiem występującego w pierwszej lidze kubańskiej FC Guantánamo.

## Kariera reprezentacyjna
W reprezentacji Kuby Márquez zadebiutował w 2008. W 2008 uczestniczył w eliminacjach Mistrzostw Świata 2010. W 2011 uczestniczy w Złotym Pucharze CONCACAF.